# Mohamed Selim Soheim
Mohamed Al-Sayid Selim Soheim (en arabe : محمد السي سليم سحيم) est un boxeur égyptien né le 7 juillet 1947 au Caire.

## Carrière
Mohamed Selim Soheim obtient la médaille d'or dans la catégorie des poids mi-mouches aux championnats d'Afrique de Lusaka en 1968. Aux Jeux olympiques d'été de 1968 à Mexico, il est éliminé au deuxième tour dans la catégorie des poids mi-mouches par le Polonais Hubert Skrzypczak.
Il concourt ensuite dans la catégorie des poids mouches. Médaillé d'argent aux Jeux méditerranéens d'Izmir en 1971, il est ensuite médaillé d'or aux championnats d'Afrique de Nairobi en 1972.
Aux Jeux olympiques d'été de 1972 à Munich, il est éliminé au troisième tour par l'Irlandais Neil McLaughlin (en).